# 오아시스 (방사광가속기)
오아시스(OASIS)는 충청북도 청주시 청원구 오창읍에 2028년에 완공 예정인 방사광 가속기이다.

## 이름
이름이 미정되었던 방사광 가속기는 2020년 5월 9일에 한국기초과학지원연구원이 오아시스(OASIS)라고 이름 붙였다. 이는 'Ochang Advanced Synchrotron for Industry and Science'의 약자이다.

## 역사

### 유치 지역 선별
과학기술정보통신부의 '다목적 방사광가속기 구축 사업'이 이루어질 위치에 대해 5개 지자체가 경쟁했다. 인천광역시 송도, 충청북도 청주시, 강원도 춘천시, 경상북도 포항시, 전라남도 나주시이다.
| 지역            | 설명 |
| --------------- | --- |
| 인천광역시 송도 | |
| 충청북도 청주시 | - 청주시가 한반도 가운데에 있어 전국에서 쉽게 올 수 있고 지리적 접근성이 좋다. - 방사광가속기의 활용도가 높은 반도체 산업, 의약품·의료기기 산업, 화학 산업이 수도권과 충청권에 집중돼 있다. - 대전광역시의 대덕특구를 중심으로 세종특별자치시, 오창ㆍ오송과학산업단지를 조성해서 국제과학비즈니스벨트를 조성한다면 단기간 내 적은 예산으로 좋은 효과를 거둘 수 있다고 분석되었다. |
| 강원도 춘천시   | - 기존의 방사광가속기(경북 포항), 양성자가속기(경북 경주), 중이온가속기(대전), 중입자치료가속기(부산)의 입지를 고려할 때, 신규 방사광가속기 유치 장소가 수도권에 근접한 지역에 있어야 한다. |
| 경상북도 포항시 | - 동남권 산업벨트의 지속적인 발전을 위해 포항시를 중심으로, 경주-대구-구미를 통해 주변의 울산-마산-창원을 아우르는 국제과학비즈니스벨트를 조성할 계획이다. |
| 전라남도 나주시 | |

과학기술정보통신부에 의해 2020년 5월 6일 후보지가 전라남도 나주시와 충청북도 청주시 두곳으로 압축됐다. 그리고 5월 8일 오전 10시 30분, 과기부는 '다목적 방사광가속기 구축 사업'을 충청북도 청주시 오창읍에 시행하기로 선정했다고 밝혔다. 청주시가 한반도 가운데에 있어 지리적 접근성이 좋고, 방사광가속기의 활용도가 높은 반도체 산업, 의약품·의료기기 산업, 화학산업이 수도권과 충청권에 집중돼 있기 때문이라고 생각된다.

### 타임라인
- 2020: (5.8.) 충북 청주시로 건축 부지 지정[1]

(5.9.) 이름이 '오아시스'로 지정
(5.14.) 예비 타당성 조사 시작
- 2022: 2022년 이전에 착공 예정[1]
- 2028: 늦어도 2028년에 운영 시작 예정[1]

## 같이 보기
- 입자 가속기
- 라온 (중이온가속기): 인접한 입자가속기
- 방사광 가속기
- 국제과학비즈니스벨트